# آدریانو (بازیکن فوتبال، زاده ژوئن ۱۹۷۹)
آدریانو (انگلیسی: Adriano؛ زادهٔ ۱۰ ژوئن ۱۹۷۹) بازیکن فوتبال اهل برزیل است.
از باشگاه‌هایی که در آن بازی کرده‌است می‌توان به باشگاه فوتبال کوریتیبا، باشگاه ورزشی ژوونتود، باشگاه ورزشی کروزیرو، باشگاه فوتبال سائو پائولو، و باشگاه ورزشی ماریتیمو اشاره کرد.